# Куцохвостик жовтий
Куцохвостик жовтий (Macrosphenus flavicans) — вид горобцеподібних птахів родини Macrosphenidae.

## Поширення
Вид поширений в Центральній Африці від Нігерії до Уганди і на південь до Анголи. Живе у тропічних та субтропічних вологих низовинних та гірських лісах.

## Підвиди
- M. f. flavicans (Cassin, 1859);
- M. f. hypochondriacus (Reichenow, 1893)